# Birgit Treiber
Birgit Treiber (República Democrática Alemana, 26 de febrero de 1960) es una nadadora alemana retirada especializada en pruebas de estilo espalda, donde consiguió ser subcampeona olímpica en Montreal 1976 en los 100  y 200 metros.

## Carrera deportiva
En las Olimpiadas de Montreal 1976 ganó tres medallas: oro en los relevos de 4x100 metros estilos (nadando el largo de espalda), y plata en 100 y 200 metros estilo espalda.
Cuatro años después, en los Juegos Olímpicos de Moscú 1980 ganó la medalla de bronce en los 200 metros espalda, con un tiempo de 2:14.14 segundos, tras las también alemanas Rica Reinisch  que batió el récord del mundo con 2:11.77 segundos, y Cornelia Polit.